# Boublik

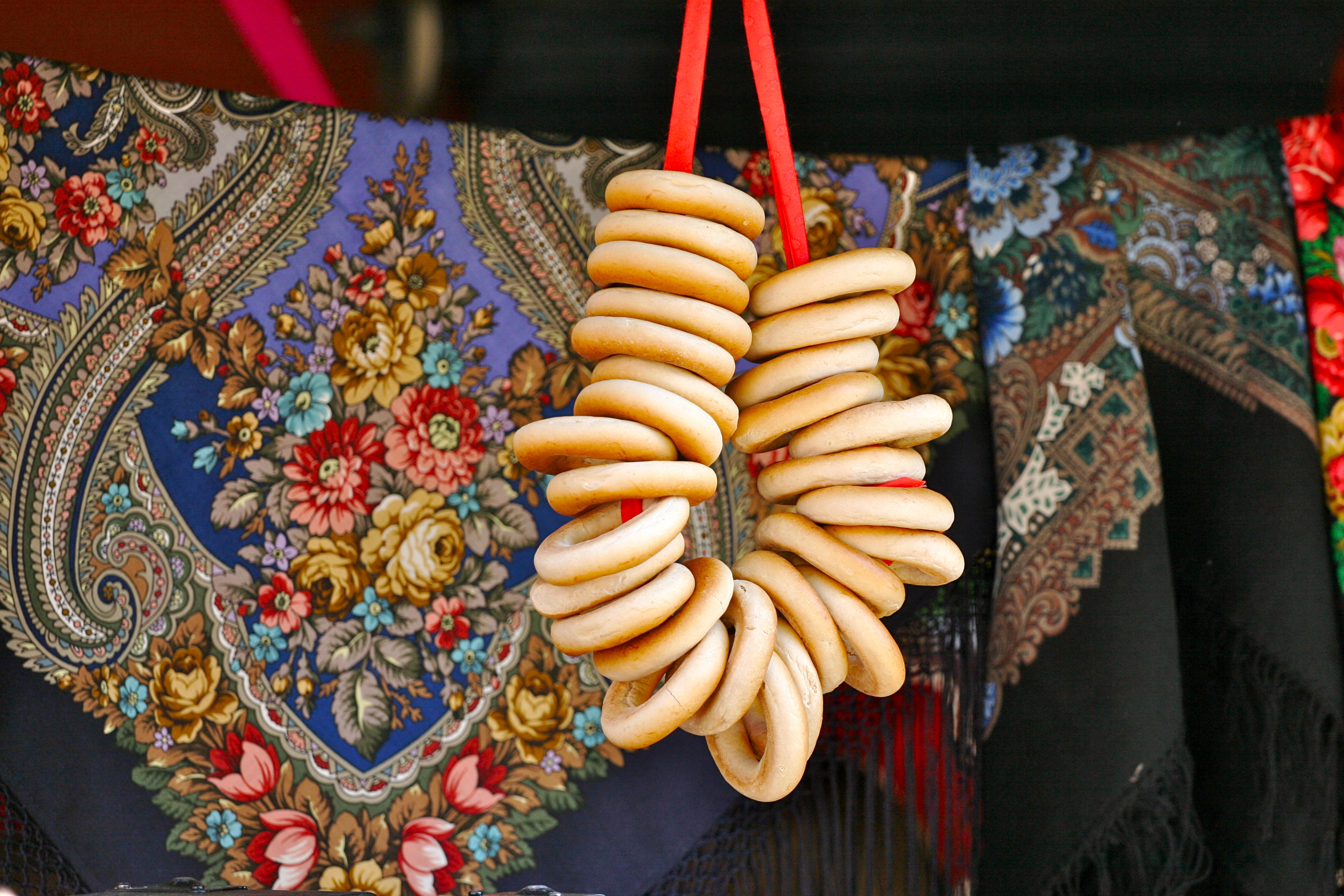
Présentation traditionnelle des boubliki, enfilés sur une cordelette.

Un boublik (en russe : бублик), au pluriel boubliki (russe : бублики), est un petit pain en forme d’anneau, généralement agrémenté de graines de sésame ou de pavot, traditionnel en cuisine ukrainienne et russe, qui ressemble au bagel mais à la texture plus dense et avec un trou plus grand. D'origine très ancienne, il en existe de nombreuses variétés, à pâte levée ou non, salés ou sucrés. La forme caractéristique des boubliki leur permettait d'être enfilés sur une cordelette pour en faciliter le transport et la vente dans les rues par des vendeurs ambulants.
Cette pâtisserie très populaire a fait l'objet d'un poème de Nicolaï Oleïnikov et une chanson a été composée à son propos dans les années 1920, sous le titre Boublitchki (en russe : бублички, « petits boubliki »). En Ukraine, le terme est utilisé dans plusieurs expressions idiomatiques.
En russe, un boublik désigne aussi plus généralement tout objet en forme de tore.

## Origine

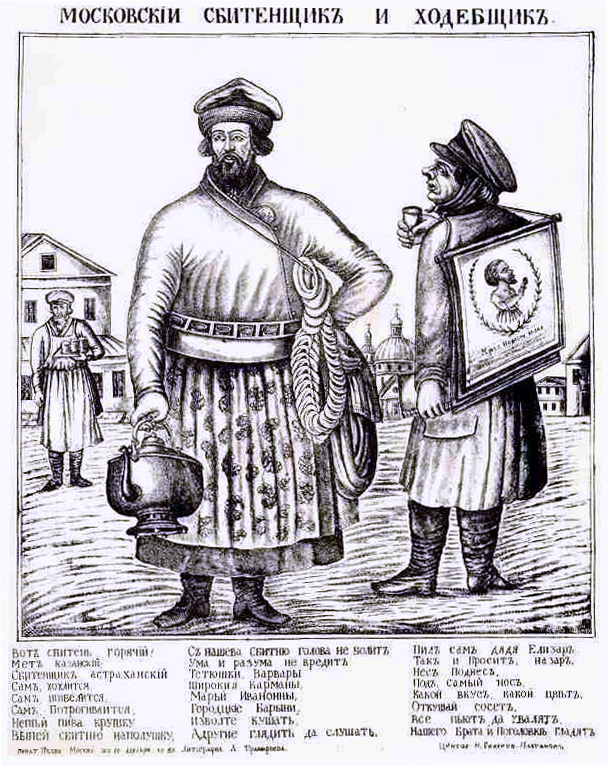
Sbitenchtchik moscovite (à gauche) portant un samovar et des boubliki).

Le mot boublik est d'origine ukrainienne, diminutif de la racine бубьлъ (boubl) qui a le sens de « gonflement », « bulle », « tumeur ».
L'origine des boubliki est très ancienne bien qu'incertaine. Ils viennent probablement de l'époque byzantine. Les produits à pâte ébouillantée avant cuisson ont une longue histoire en Europe de l'Est et les boubliki sont apparentés aux obwarzanek polonais, dont la première mention date de 1394, aux riestainis lituaniens, aux simit turcs, aux koulouri grecs et aux bagels, cités en 1610 dans une source de la communauté juive de Cracovie. Il semble que ces divers produits, influencés par les baranki et souchki russes, beaucoup plus secs, aient donné le boublik actuel. Quoi qu'il en soit, c'est la ville d'Odessa en Ukraine qui est le plus communément considérée comme l'endroit où est né le boublik et d'où il se serait propagé à Moscou, à Kiev puis à d'autres villes de Russie.

## Composition

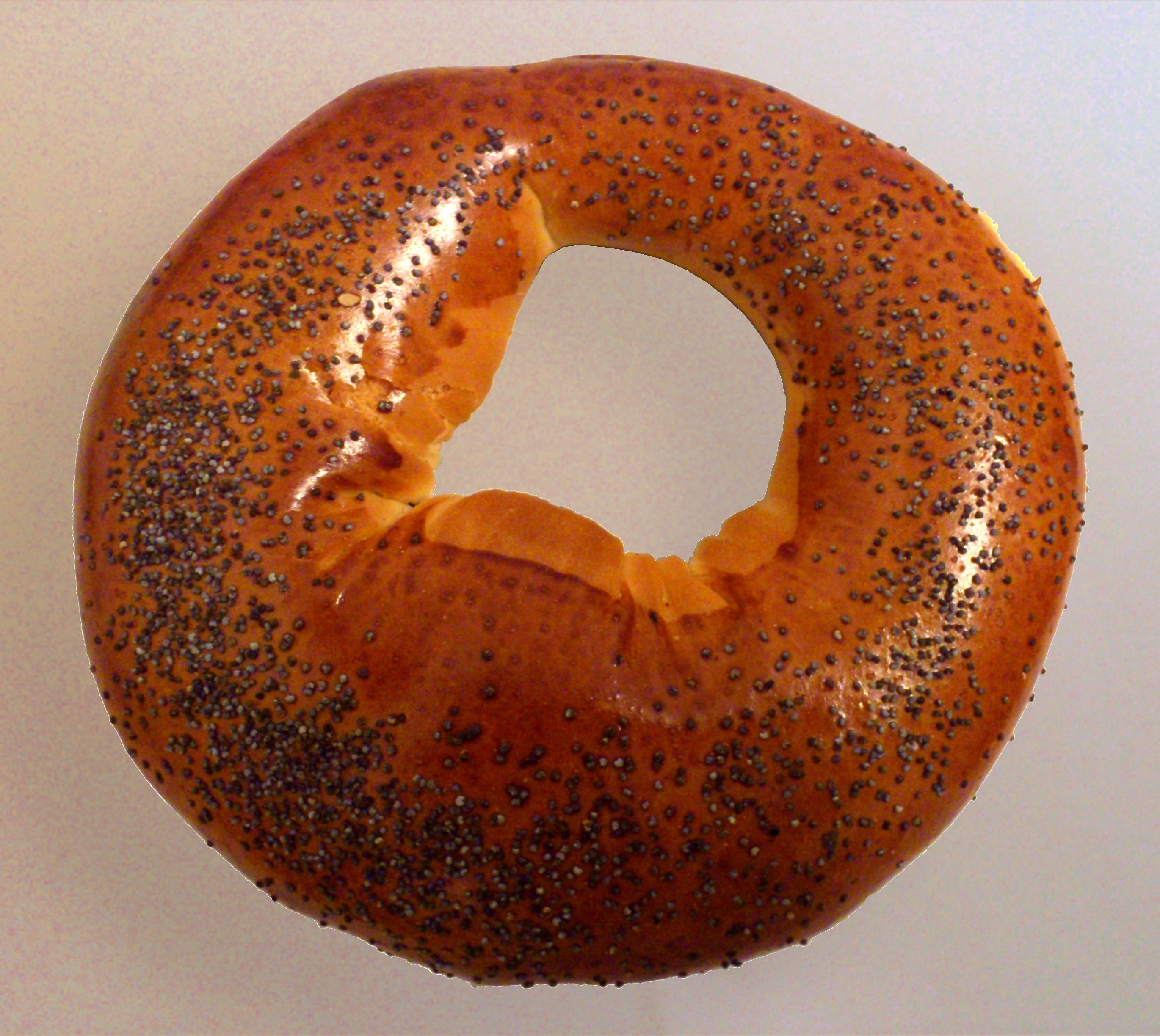
Boublik aux graines de pavot.

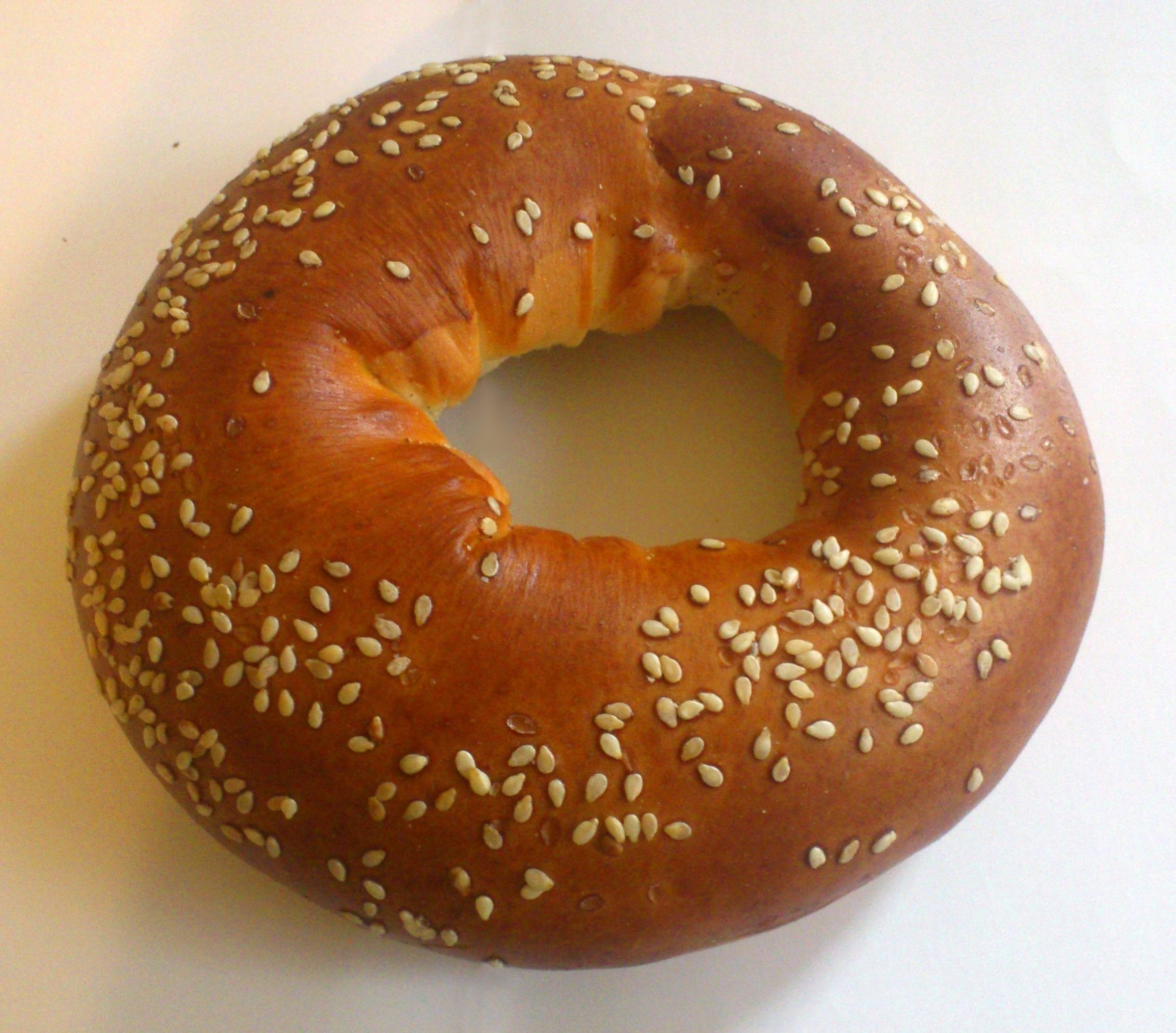
Boublik aux graines de sésame.

Les boubliki sont préparés à partir de farine de blé et de levure, à laquelle on ajoute du lait, du beurre et des blancs d'œuf. La pâte est d'abord passée à l'eau bouillante, dorée au jaune d'œuf, éventuellement parsemée de graines de pavot ou de sésame, puis cuite au four.

## Culture

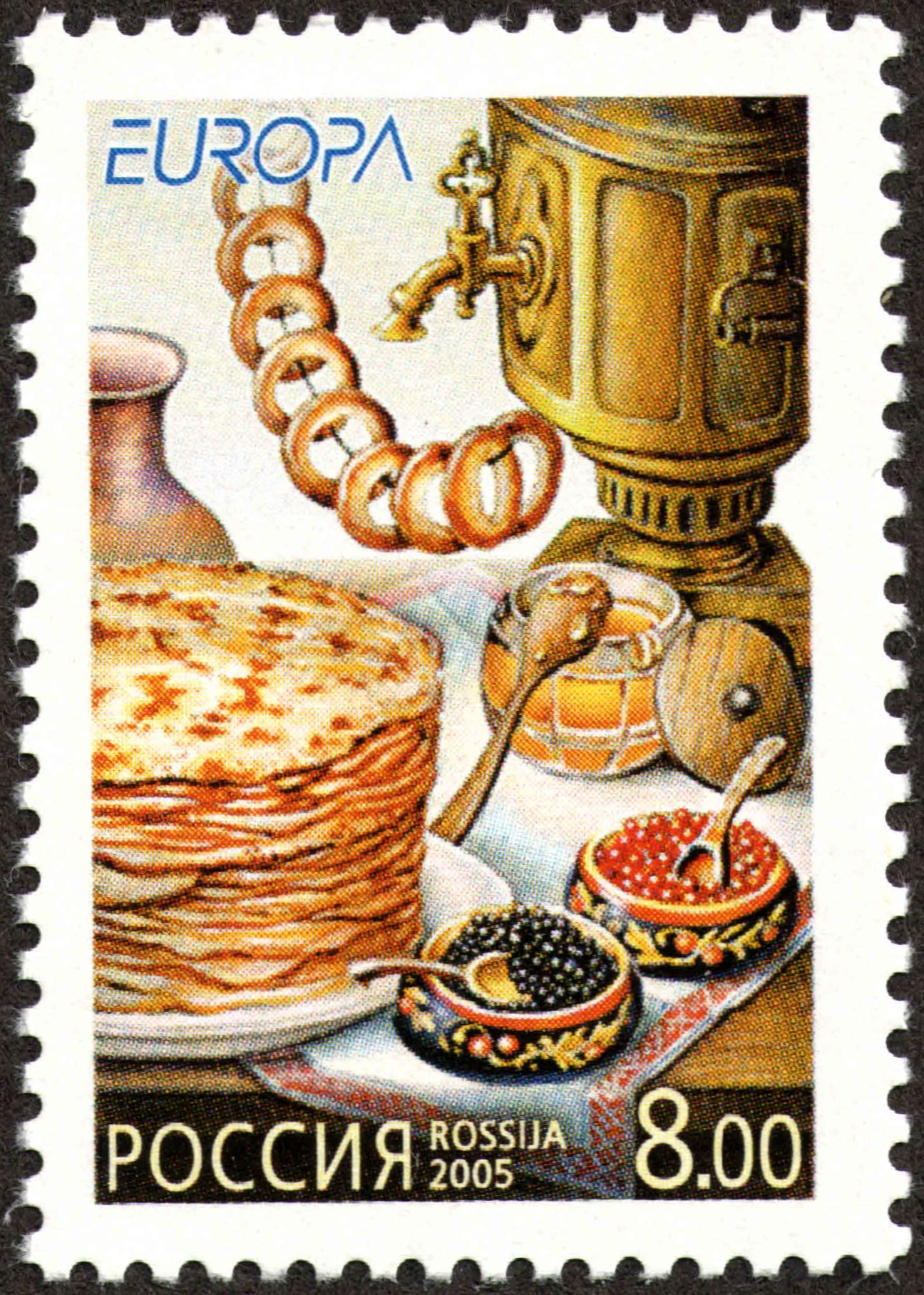
Les boubliki sont traditionnellement consommés avec le thé russe tiré du samovar.

Les boubliki sont d'usage courant et habituel en Russie et en Ukraine, ils se consomment traditionnellement avec le thé, mais pas au petit déjeuner comme les bagels. On trouve régulièrement leurs traces dans la littérature ukrainienne et russe du XIXe siècle, chez Gogol par exemple (dans Les Soirées du hameau) ou chez Tchekhov (dans Douchetchka) mais aussi dans des contes collectés par le folkloriste Alexandre Afanassiev ou dans des nouvelles de Marko Vovtchok. À cette époque, ils n'étaient plus seulement préparés à la maison, mais aussi vendus dans les rues par des sbitenchtchik (vendeurs de sbiten) ou autres marchands ambulants.
Les boubliki sont aussi très liés à la culture juive (le texte de 1610 les cite comme cadeau commun pour les femmes venant d'accoucher), mais dans ce cas, le terme prépondérant pour les désigner est bagel, dérivé du yiddish בײגל (beygl). C'est sous ce nom qu'à la fin du XIXe siècle ils ont été importés par les émigrants juifs aux États-Unis, où ils ont prospéré au XXe siècle grâce à la mécanisation et d'où ils se sont répandus dans d'autres pays tels que le Japon ou l'Australie.
Les boubliki, affectueusement nommés du diminutif boublitchki en russe et en ukrainien, sont à l'origine des paroles de la chanson Boublitchki, écrite en 1926 par Jacob Yadov (ru) inspiré par les cris, à chaque coin de rue d'Odessa, des vendeurs ambulants proposant leurs marchandises : « Купите бублички » (Koupitié boublitchki, « Achetez des boublitchki »).